# 伊藤咲子
伊藤咲子（日语：いとう さきこ、原名：千葉咲子、1958年4月2日—）是日本東京都出身的女性歌手及女演員。畢業於堀越高等學校。所屬經紀公司為Music Office合田。

## 生平
1973年，伊藤咲子於15歲時為日本電視台歌唱選秀節目「明星誕生！」（スター誕生!）的參賽者並得到冠軍。翌年她以偶像歌手出道並推出單曲「向日葵姑娘」（ひまわり娘），該歌曲在Oricon公信榜排名第20位。於1974年冬季，她的歌曲「寒風中的二人」（木枯しの二人）成為了她自己的最大主打曲，並在Oricon公信榜排名第5位。其他主打曲包括1975年的「圓舞曲之女」（乙女のワルツ）及1976年的「你很可愛」（きみ可愛いね）。「你很可愛」在Oricon公信榜最高排行第9位，並被邀請上第27回NHK紅白歌合戰演唱她的該歌曲。

## 外部連結
- 伊藤咲子官方網站
- 伊藤咲子官方Facebook網頁 （页面存档备份，存于）